# BanG Dream! It's MyGO!!!!!
BanG Dream! It's MyGO!!!!!（バンドリ！イッツマイゴ）は、ブシロードによるメディアミックスプロジェクト『BanG Dream!』を原案としたテレビアニメの一つ。2023年6月から9月までTOKYO MXほかにて放送された。
『BanG Dream!』に登場するバンド・MyGO!!!!!を主人公とする本作は、これまでテレビアニメ版『BanG Dream!』などの青春バンドもので描かれてきた「キラキラドキドキ」からかけ離れた、鬱屈した青春が描かれつつも、視聴者の共感や反響を呼び、鬱アニメと呼ぶ者もいた。
本作のキャッチコピーは、以下の3つである。
迷うことを迷わない
ドロドロ、ぐちゃぐちゃ。それでも。
迷子でもいい、迷子でも進め。
本作の関連コンテンツとしてYouTubeで配信されているショートアニメ『MyGO!!!!!メンバーの日常』は、その名の通りバンドメンバーの日常生活を描いており、テレビシリーズとは対照的なほのぼのとした雰囲気で描かれている。
本作の再編集劇場版である『劇場版「BanG Dream! It's MyGO!!!!!」』の前編「春の陽だまり、迷い猫」が2024年9月27日に、後編「うたう、僕らになれるうた & FILM LIVE」が同年11月8日に全国の劇場で公開された。
また2025年1月〜3月には、続編のTVアニメシリーズである『BanG Dream! Ave Mujica』が放送された。

## 登場人物
MyGO!!!!!
- 高松 燈（たかまつ ともり） - 羊宮妃那
- 長崎 そよ（ながさき そよ） - 小日向美香
- 椎名 立希（しいな たき） -林鼓子
- 千早 愛音（ちはや あのん） -立石凛
- 要 楽奈（かなめ らあな） - 青木陽菜

Ave Mujica
- 若葉 睦（わかば むつみ、モーティス）- 渡瀬結月
- 豊川 祥子（とがわ さきこ、オブリビオニス） - 高尾奏音
- 八幡 海鈴（やはた うみり、ティモリス） - 岡田夢以
- 祐天寺 にゃむ（ゆうてんじ にゃむ、アモーリス） - 米澤茜
- 三角 初華（みすみ ういか、ドロリス） - 佐々木李子

その他
- 純田 まな（すみた まな） - 反田葉月
- 真次 凛々子（まつぎ りりこ） - 儀武ゆう子
- 都築 詩船（つづき しふね） - 小山茉美

## ストーリー
高松燈、長崎そよ、椎名立希、そして若葉睦と豊川祥子の中学生5人は、CRYCHIC（クライシック）というバンドを組んで活動していた。ある日、発起人の祥子が突然バンドをやめたいと申し出る。そよはバンドの存続を望んでいたが、最終的には解散に至った。
時は流れ、燈は羽丘女子学園に入学し、同高校に転校してきた千早愛音という少女と出会う。紆余曲折を経て、名称未定のバンドを組んだ燈、愛音、そよ、立希、楽奈の5人は、初ライブの中で自分たちのオリジナル曲『碧天伴走（へきてんばんそう）』と旧CRYCHICの楽曲『春日影（はるひかげ）』の2曲を演奏した。
睦とともに客席に来ていた祥子は、自分が作曲した『春日影』が演奏される様子を目撃して、泣きながら逃げ出してしまう。ステージからその様子を目撃してしまったそよは、ライブ終了後、他のメンバーに対して感情を爆発させ、なぜそれを演奏したのかと詰問する。
その後、5人はバラバラになったものの、燈のソロ活動挑戦を経て、再度5人の想いは1つになる。そして、5人は正式にMyGO!!!!!（マイゴ）を結成して、新たな一歩を踏み出した。
一方そのころ、「Ave Mujica（アヴェムジカ）」という謎のバンドが、MyGO!!!!!のステージとは比べ物にならないほど大掛かりなステージに立って、デビュー公演を行っていた。このバンドのリーダーを務める人物こそが、かつてCRYCHICを解散に追いやった祥子なのである。
公演終了後、帰路につく祥子は、序盤に登場した豪邸ではなく、それとは似ても似つかない小さな住宅へと向かう。そして彼女が、玄関で『ただいま…クソ親父』というセリフを吐き捨てたところで、物語は幕を閉じる。

## 制作
本作はこれまでのバンドリアニメとは一線を画し、根本雄貴総合プロデューサーが「キラキラドキドキしていない」と明言するほどに重い展開を特徴としている。テレビシリーズ第2・3期の監督を務めた柿本広大は制作発表会でのファンからの質問 “これまでのシリーズのアニメ作品と変えたポイントは？” に対し、これまでのシリーズ作品で共通している「（バンドの）メンバーが好きだから集まったという枠組みを外してみよう」というコンセプトで制作に取り組んでいると発言している。
本作はCRYCHICの解散によって、MyGO!!!!!とAve Mujicaという2つのバンドが生まれる様子を前者の視点で描いた物語である。また、2クールを使って物語を展開することが想定されていたため、前半にあたる本作でMyGO!!!!!を、後半にあたる『Ave Mujica』でAve Mujicaを軸に据えることにした。本作の最終回である第13話は、Ave Mujicaの前日譚としても位置付けられている。
企画途中の段階で、MyGO!!!!!とAve Mujicaがスマートフォン向けアプリ『バンドリ! ガールズバンドパーティ!』(以下：『ガルパ』)に登場することが決まったことから、各メンバーは既存のバンドと同じ学校にふりわけられた。祥子以外のメンバーはランダム性が強く、初華の学園生活は当初控えめとなる予定だったが、同じ花咲川女子学園に所属する立希と海鈴の3人による化学反応への期待から、同級生という設定になった。
本作では舞台となるライブハウスがCiRCLEからRiNGという新しい場所となったこともあり、『ガルパ』との接点も本作のテーマの一つだった。『ガルパ』側のスタッフとの話し合いにより、Poppin'Partyの香澄と紗綾をRiNGのアルバイトスタッフとして登場させるに至った。

### 演技・キャスティング
MyGo!!!!!のメンバーはオーディションで選ばれ、課題曲として「キズナミュージック♪」が用いられた。
高松燈役の羊宮妃那は、今までにない声質で臨んだといい、台本にある場面を読み、ぜひ受かりたいと思っていたところ、合格をもらえてうれしかったと振り返っている。もともと羊宮は歌うことが好きで、趣味で楽曲制作をしていたものの、燈として歌う際はどうしても足りない音域があって苦労した。演技および歌唱にあたり、羊宮はキャラクターのバックボーンを突き詰めて向き合うという方針を立てており、歌い方から込める気持ちまですべてが燈の歌になるよう心掛けていると説明している。
千早愛音役の立石凛は軽音部に所属していた姉の影響でアコースティックギターを触ったことはあったものの、エレキギターは初めてであり、本作でMyGo!!!!!がリアルバンドとして活動するにあたり指導を受けた。自分とは対照的な性格の愛音を演じられるのか不安で悩むこともあったが、演じる中で根本的なところが似ているのではないかということに気づいたとのインタビューの中で明かしている。
長崎そよ役の小日向美香は元々『BanG Dream!』プロジェクトのファンで、同プロジェクトの影響でベースを始めた経緯があり、採用された際はうれしさと不安があった。オファーを受けた当初、小日向は大人っぽい性質のキャラクターは自分に合っていないと思い、そのような声を作ってオーディションに臨んだが、収録の際に大人っぽすぎるという指摘を受け、監督と話し合いの末、オーディションのときよりも高めの声質にして、ややはしゃいだ感じの雰囲気を取り入れた。
要 楽奈役の青木陽菜は、幼少期からピアノを学び、高校から大学でもクラシック音楽を学んでいた。また、『キラッとプリ☆チャン』で桃山みらいを演じていた林鼓子が椎名立希役として共演すると知った際は、初めて会った本人にその嬉しさを伝えたという。
その林は落ち込んでいたところに、マネージャーに呼び出されて立希役に選ばれた時は驚いたと同時に道が開けたと感じたとリスアニとのインタビューの中で話している。もともと林は元気な役や、高い声のキャラクターを得意としており、立希のような低い声のキャラクターは今回が初めてだった。林は、立希のキャラクター性が自分とかけ離れていることに悩んだものの、アフレコを重ねる中で彼女を理解し、成長を見守る中で本質的な部分が近いことに気づいて以降は演じやすくなったと立石との対談の中で振り返っている
一方、Ave Mujicaのメンバーのうち、祥子を演じた高尾奏音はインタビューの中で、自分の境遇を隠していたからこそほかのキャラクターにきつく当たる場面が多く、心が痛むこともあったが、最終回の最後のシーンで事情が垣間見えたと話している。
高尾はアニメイトタイムズとのインタビューの中でも、物語の中で大きく豹変するキャラクターを演じるのは本作が初めてであり、最初は光のような存在だったのに、ある出来事がきっかけで周囲にきつく当たり散らすようになって衝撃を受けたと語っている。オーディションに際しては、その出来事を経た後の祥子の情報が高尾に知らされており、番組の収録が始まってから優しいころの祥子に触れたと高尾は明らかにしている。演技にあたり、優しいころの祥子は思ったことを素直に表に出していた一方、周囲に当たり散らすようになったころの祥子は弱さを隠すように強がったり、怒っているようで悲しんでいたりと、心に仮面をしているような外見と内面の落差を細やかなニュアンスで演じるよう心掛けた。Ave Mujicaの「ドロリス」こと三角初華は、人当たりが良くて心優しいというバンドの雰囲気とはかけ離れた人物として描かれており、演者の佐々木李子は共感できるところも多かったと話している。物語の中で初華が燈を励ます場面があるものの、佐々木は「人間になるために歌う燈」と「歌うことでドロリスという怪物になる初華」という違いを挙げている。睦役の渡瀬結月は、睦ほど口数が少ないキャラクターを演じたことがなく、無口ながらも気持ちを表現しなければならないことが挑戦だったと振り返っている。
海鈴役の岡田夢以は、収録当初抑揚をつけて演技をしていたが、より淡々とした感じにしてほしいというディレクションを受け、何を考えているのかわかりにくいしゃべり方となった。にゃむ役には、本作が声優デビュー作であるドラマーの米澤茜が起用された。米澤はにゃむが色気のあるキャラクターだと聞いて、そのように練習してきたが、途中でキャラクターの方向性の変更を聞かされ焦ったとインタビューの中で明らかにしている。また、インタビューに同席していた高尾は米澤のストイックな姿勢について言及しており、アフレコの際はにゃむのセリフをすべて暗記していたとも話している。これについて米澤は、自分は演技の経験がないことに加え、普段しゃべり慣れない言葉が多く、台本見ながら演じるのが不可能という判断から、丸暗記したことを明かしている。

### 美術
2バンドの在り方の違いはそれぞれの舞台演出にも表れている。MyGO!!!!!のステージや演奏が質素なのに対し、Ave Mujicaは完全にコントロールされた舞台である。また、Ave Mujicaのコネクションを暗喩するため、第13話のライブ会場として、Roseliaが「フューチャーワールドフェス」で演奏した会場と同じところが用いられた。

### 音楽
本作の楽曲はElements Garden藤間仁と藤田淳平が共同で制作した。従来の『BanG Dream!』のアニメ作品では、上松範康（Elements Garden）の意向から強いメロディの作品を多くしていたが、本作では心情に対する場面が多くなることからハリウッド映画のような重厚な音楽が使えず、メロディは落ち着いたものを用いて、音の数を減らす方針が取られた。ただし、コミカルな場面では従来の『BanG Dream!』らしい楽しさも表現したいという藤田の考えから、テレビシリーズ第1期のようなポップな音楽が用いられた。
本作においてはキャラクター単位のテーマ曲を作るという新たな試みも行われた。藤田はこれらのテーマ曲を作る前にMyGO!!!!!のライブ鑑賞を通じてキャラクターの特徴をつかんだものの、制作したテーマ曲がどの場面で流れるのかわからず、キャラクターのどの面を描くべきか判断が難しかったと話しており、作り直しが生じたテーマ曲もあった。
楽曲は事前に提供されたメニュー表の指示を基に作られており、藤田たちが想定したものとは違う場面で使われたこともあり、ミスリードになりうるものもあった。たとえば、そよが指を触る場面は柿本からの指示で思わせぶりなものが作られた。また、藤田が最初に作った「真っ直ぐな想い」は第5話の終盤で燈と愛音が手をつなぐ場面で用いられた。一方、映像を基に作った曲もあり、たとえば愛音の留学の場面は音声の入ったビデオコンテを基に彼女の心情をエレクトリックピアノとバイオリンで表現した。また、藤田は海外旅行で苦労した経験があったことから、この楽曲を作る際は感情移入したと話している。
作中に登場する2バンドは真逆のコンセプトが立てられており、MyGO!!!!!が心の叫びを曲にするのに対し、独自の世界観を有するAve Mujicaは、ライブ環境や内容を考慮したうえで曲を作る手法が取られていた。
物語のキーとなる歌「春日影」はCRYCHICのものであるが、のちにMyGO!!!!!も歌うということは早い段階で決まっており、織田あすかが事前に作詞した歌詞をもとに藤田は楽曲を作り上げていった。サビの「きらりきらり」のリズム感から全体に3拍子が採用され、そこからBメロ、Aメロとさかのぼる形で作られた。「春日影」のうち、先に作られたのはCRYCHIC版であり、上品な感じを出すためにオルガンやグロッケンシュピールのパートが盛り込まれた。そこからMyGO!!!!!の楽器に割り当てる形でMyGO!!!!!版を作り上げた。CRYCHIC版「春日影」の収録はアフレコ前に行われたこともあって詳細な背景はバンドメンバーに伝えられていなかったものの、羊宮・小日向・林の3人は温かさを感じたとインタビューの中で振り返っている。また、羊宮は明るい言葉が多く、他者とのかかわりを通じて感じることの増えた世界が描かれているとし、すり合わせの中で、CRYCHIC時代の燈が歌い慣れていないながらも感動を与える歌にしたいと考えたと話している。また、羊宮はこの当時の燈がうつむきながら歌っていたということを想定してしゃべるような歌い方をしていた。一方MyGo!!!!!版の収録に際して、羊宮はCRYCHICの時とは違う決意や、燈の歌いこみを考慮し、自身が歌ってきたMyGO!!!!!のオリジナル楽曲でのクセを極端にならない程度に当て、歌い方もCRYCHIC版とは異なるものにした。
オープニングテーマである「壱雫空」は、本放送に先駆けて4th Liveにて披露された。歌唱に当たり、羊宮は「春日影」と同程度の強さで歌うと楽器隊に埋もれてしまう上、オープニングテーマとしても弱いが、第1話の燈に通ずる歌い方にしたいと思い、レコーディングと調整を重ねながら収録をつづけたと「リスアニ!」とのインタビューの中で語っている。また、オープニング映像は現実のバンドのミュージックビデオに近い構成が取られており、林は天候を気にせず撮影している場面も含めて等身大の彼女たちを感じられると同時に、彼女たちのカラーでもあると「リスアニ!」とのインタビューの中で語っている。
番組の性質上様々なテンションで終わることから、エンディングテーマである「栞」は、監督の柿本から寄せられた「ほっとするようで寂しげでもある曲」という明確なオーダーをもとに、アコースティックギターを中心とした編成が組まれた。ライブ演奏に際してはほかのパートも必要となるため、1コーラス分を作った後、フルコーラス化に際してどこまで楽器を増やすべきか話し合いが行われた。その中でカホンやフレットレスベースといった柔らかな音にするという提案が藤田に寄せられ、最終的に今の形になった。以上のことから、テレビでは放送されない2番以降にベースとドラムが加わる構成となっている。羊宮は「壱雫空」同様、どの時期の燈でも歌えるように意識したと語っている。

## スタッフ
- 原作 - ブシロード[1][19]
- 監督・音響監督 - 柿本広大[1][19]
- シリーズ構成 - 綾奈ゆにこ[1][19]
- キャラクター原案 - ひと和、植田和幸[1][19]
- キャラクターデザイン - Craft Egg[1][19]
- CGスーパーバイザー - 奥川尚弥[1][19]
- モデリングディレクター - 武内泰久、寺林寛[1][19]
- リギングディレクター - 矢代奈津子、柏木亨、松田 唯[1][19]
- 色彩設定 - 北川 順子、石橋 名結、松下 由佳[1][19]
- 美術監督 - 山根左帆、対馬里紗[1][19]
- 美術設定 - 成田偉保[1][19]
- 撮影監督 - 奥村大輔[1][19]
- 編集 - 日髙初美[1][19]
- 音楽 - 藤田淳平、藤間仁[1][19]
- 音楽プロデューサー - 吉村秀至[1][19]
- 音楽制作 - ブシロードミュージック、エースクルー・エンタテインメント[1][19]
- 企画 - 根本雄貴、金子広孝、宇佐義大、矢田部行庸、松浦裕暁[1][19]
- プロデューサー - 中野勇人、北澤史隆、呉桐、金成雄文、瓶子修一[1][19]
- アニメーションプロデューサー - 松浦 裕暁、保住昇汰[1][19]
- アニメーション制作 - サンジゲン[1][19]
- 製作 - BanG Dream! Project（ブシロード、TOKYO MX、グッドスマイルカンパニー、ホリプロインターナショナル、ウルトラスーパーピクチャーズ）

## 主題歌・挿入歌

### 主題歌
オープニングテーマ
「壱雫空」
作詞 - 藤原優樹(SUPA LOVE) / 作曲・編曲 - hisakuni(SUPA LOVE) / 歌 - MyGO!!!!!
エンディングテーマ
「栞」
作詞 - 織田あすか(Elements Garden) / 作曲・編曲 - 藤田淳平(Elements Garden) / 歌 - MyGO!!!!!

### 挿入歌
「人間になりたいうた」（第3話）
作詞 - 綾奈ゆにこ / 作曲・編曲 - 藤田淳平 / 歌 - CRYCHIC（オリジナル）、豊川祥子（高尾奏音）〈Piano Ver.〉
「春日影」（第3話）
作詞 - 織田あすか / 作曲・編曲 - 藤田淳平 / 歌 - CRYCHIC
「碧天伴走」（第7、12話）
作詞 - 藤原優樹 / 作曲・編曲 - 木下龍平 / 歌 - MyGO!!!!!
「春日影 MyGO!!!!! ver.」（第7話）
作詞 - 織田あすか / 作曲・編曲 - 藤田淳平 / 歌 - MyGO!!!!!
「詩超絆」（第10話）
作詞 - 藤原優樹 / 作曲・編曲 - 横地健太 / 歌 - MyGO!!!!!
「迷星叫」（第12話）
作詞 - 藤原優樹 / 作曲・編曲 - 長谷川大介 / 歌 - MyGO!!!!!
「迷路日々」（第12話）
作詞 - 藤原優樹 / 作曲・編曲 - 松坂康司 / 歌 - MyGO!!!!!
「Ave Mujica」（第13話）
作詞 - 上松範康・織田あすか / 作曲 - 上松範康 / 編曲 - 藤間仁 / 歌 - Ave Mujica

## 各話リスト
| 話数 | サブタイトル               | シナリオ   | 絵コンテ | 演出               | CGディレクター     | 作画監督                                    |
| ---- | -------------------------- | ---------- | -------- | ------------------ | ------------------ | ------------------------------------------- |
| #1   | 羽丘の不思議ちゃん         | 綾奈ゆにこ | 柿本広大 | 遠藤求             | 遠藤求             | 前田亜紀、茶之原拓也                        |
| #2   | もう誘わない               | 後藤みどり | 梅津朋美 | 遠藤求             | 遠藤求             | 茶之原拓也                                  |
| #3   | CRYCHIC                    | 綾奈ゆにこ | 柿本広大 | 大森大地、山之口創 | 大森大地、山之口創 | 依田祐輔、茶之原拓也                        |
| #4   | 一生だよ！？               | 小川ひとみ | 林翔子   | 古賀公一郎         | 古賀公一郎         | 茶之原拓也、八森優香                        |
| #5   | 逃げてない！               | 和場明子   | 森田紘吏 | 大森大地           | 大森大地           | 茶之原拓也、大峰誠也                        |
| #6   | なんで今更                 | 後藤みどり | 岡こずえ | 古賀公一郎         | 古賀公一郎         | 前田亜紀、茶之原拓也、八森優香              |
| #7   | 今日のライブが終わっても   | 綾奈ゆにこ | 梅津朋美 | 梅津朋美           | 遠藤求、宮田拓実   | 茶之原拓也、依田祐輔                        |
| #8   | どうして                   | 小川ひとみ | 森田紘吏 | 古賀公一郎         | 古賀公一郎         | 茶之原拓也、大峰誠也、八森優香              |
| #9   | 解散                       | 和場明子   | 奥川尚弥 | 遠藤求             | 遠藤求             | 茶之原拓也、前田亜紀、八森優香              |
| #10  | ずっと迷子                 | 後藤みどり | 梅津朋美 | 梅津朋美           | 大森大地、遠藤求   | 茶之原拓也、依田祐輔                        |
| #11  | それでも                   | 小川ひとみ | 森田紘吏 | 古賀公一郎         | 古賀公一郎         | 茶之原拓也、大峰誠也、八森優香、Shin Joseph |
| #12  | It’s my go!!!!!            | 和場明子   | 林翔子   | 大森大地           | 大森大地           | 茶之原拓也、前田亜紀、八森優香、大峰誠也    |
| #13  | 信じられるのは我が身ひとつ | 綾奈ゆにこ | 奥川尚弥 | 山之口創           | 山之口創           | 茶之原拓也、依田祐輔                        |

## 放送局
| 放送期間                   | 放送時間                                                  | 放送局       | 対象地域 | 備考                                 |
| -------------------------- | --------------------------------------------------------- | ------------ | -------- | ------------------------------------ |
| 2023年6月29日              | 木曜 22:00 - 23:30                                        | TOKYO MX     | 東京都   | 製作参加 / 字幕放送                  |
| 2023年6月30日              | 金曜 0:00 - 1:00（木曜深夜） 金曜 1:30 - 2:00（木曜深夜） | サンテレビ   | 兵庫県   |                                      |
| 2023年6月30日 2023年7月2日 | 金曜 0:30 - 1:00（木曜深夜） 日曜 0:00 - 1:00（土曜深夜） | BS日テレ     | 日本全域 | BS放送 / 『アニメにむちゅ〜』枠      |
| 2023年6月30日              | 金曜 1:00 - 2:30（木曜深夜）                              | テレビ愛知   | 愛知県   |                                      |
|                            | 金曜 1:55 - 3:25（木曜深夜）                              | 静岡放送     | 静岡県   | 『スーパーアニメ6区』枠              |
|                            | 金曜 22:30 - 土曜 0:00                                    | AT-X         | 日本全域 | CS放送 / 字幕放送 / リピート放送あり |
| 2023年7月3日 - 7月17日     | 月曜 1:45 - 2:15（日曜深夜）                              | 北海道テレビ | 北海道   |                                      |
| 2023年7月7日               | 金曜 2:15 - 3:45（木曜深夜）                              | 新潟テレビ21 | 新潟県   |                                      |
| 2023年7月9日 - 7月23日     | 日曜 2:30 - 3:00（土曜深夜）                              | 北陸朝日放送 | 石川県   |                                      |

| 放送期間        | 放送時間                     | 放送局       | 対象地域 | 備考                                 |
| --------------- | ---------------------------- | ------------ | -------- | ------------------------------------ |
| 2023年7月6日 -  | 木曜 23:00 - 23:30           | TOKYO MX     | 東京都   | 製作参加 / 字幕放送                  |
| 2023年7月7日 -  | 金曜 0:00 - 0:30（木曜深夜） | BS日テレ     | 日本全域 | BS放送 / 『アニメにむちゅ〜』枠      |
|                 | 金曜 0:30 - 1:00（木曜深夜） | サンテレビ   | 兵庫県   |                                      |
|                 | 金曜 1:25 - 1:55（木曜深夜） | 静岡放送     | 静岡県   | 『スーパーアニメ6区』枠              |
|                 | 金曜 1:30 - 2:00（木曜深夜） | テレビ愛知   | 愛知県   |                                      |
|                 | 金曜 22:30 - 23:00           | AT-X         | 日本全域 | CS放送 / 字幕放送 / リピート放送あり |
| 2023年7月14日 - | 金曜 2:15 - 2:45（木曜深夜） | 新潟テレビ21 | 新潟県   |                                      |
| 2023年7月24日 - | 月曜 1:45 - 2:15（日曜深夜） | 北海道テレビ | 北海道   |                                      |
| 2023年7月30日 - | 日曜 2:30 - 3:00（土曜深夜） | 北陸朝日放送 | 石川県   |                                      |

| 放送時期                                                                               | 放送期間                      | 放送局       | 対象地域 | 備考                |
| -------------------------------------------------------------------------------------- | ----------------------------- | ------------ | -------- | ------------------- |
| 2023年10月5日 - 12月28日 2024年1月4日 - 3月28日 2024年7月4日 - 9月26日 2024年10月3日 - | 23:00 - 23:30                 | TOKYO MX     | 東京都   | 製作参加 / 字幕放送 |
| 2024年1月18日 -                                                                        | 水曜 1:18 - （火曜深夜）      | 長崎文化放送 | 長崎県   |                     |
| 2024年10月6日 -                                                                        | 日曜 2:35 - 3:05（土曜深夜）  | 北海道テレビ | 北海道   |                     |
| 2024年10月8日 -                                                                        | 火曜 1:30 - 2:00（月曜深夜）  | テレビ愛媛   | 愛媛県   |                     |
| 2024年10月11日 -                                                                       | 金曜 1:40 - 2:10 （木曜深夜） | 山形テレビ   | 山形県   |                     |
| 2024年10月11日                                                                         | 金曜 1:55 - 2:25 （木曜深夜） | 新潟テレビ21 | 新潟県   |                     |
| 2024年10月14日 -                                                                       | 火曜1:20 - 1:50（月曜深夜）   | 秋田朝日放送 | 秋田県   |                     |

| 配信開始日    | 配信時間           | 配信サイト | 備考                                                                                     |
| ------------- | ------------------ | --- | ---------------------------------------------------------------------------------------- |
| 2023年6月29日 | 木曜 22:30 - 23:00 | ABEMA | 初回は22:00 - 23:30に配信                                                                |
| 2023年6月30日 | 金曜 23:30 更新    | dアニメストア U-NEXT アニメ放題 バンダイチャンネル Hulu niconico ビデオマーケット music.jp DMM TV ふらっと動画 TELASA J:COMオンデマンド milplus auスマートパスプレミアム Amazon Prime Video [ 25 ] |                                                                                          |
| 2023年8月11日 |                    | TVer | 2023年9月21日まで見逃し配信。第1話～第9話は8月11日23:30、第10話以降は金曜23:30より配信。 |

## BD
2024年4月17日にBlu-ray上巻･下巻を発売。
上巻にはオリジナル・サウンドトラックとCRYCHICによる「人間になりたいうた」、下巻にはオリジナル・サウンドトラックとCRYCHICによる「春日影」が収録されている。
| 巻   | 発売日        | 収録話         | 規格品番   |
| ---- | ------------- | -------------- | ---------- |
| 上巻 | 2024年4月17日 | 第1話 - 第7話  | BRMM-10774 |
| 下巻 | 2024年4月17日 | 第8話 - 第13話 | BRMM-10775 |

## MyGO!!!!!メンバーの日常
本作の関連コンテンツとしてYoutubeで配信されているショートアニメ『MyGO!!!!!メンバーの日常』は、その名の通りバンドメンバーの日常生活を描いており、テレビシリーズとは対照的な雰囲気で描かれている。
同作は森井ケンシロウ率いるスタジオモリケンが制作しており、『ガルパ☆ピコ』制作チームから外れた森井がスタジオモリケンとしての活動を考えていた際にブシロードからオファーを受け、まったく新しいMyGO!!!!!のメンバーを動かせるということに惹かれ、引き受けた経緯がある。
アニメやゲームといった情報のあった『ガルパ☆ピコ』とは違い、MyGO!!!!!は事前情報がなかったため、ショートアニメでの印象が強すぎると、視聴者がそのイメージを保ったまま本編を見てしまうおそれがあり、バンドへの興味を持ちつつ、核心となる部分は本編の楽しみに取っておくというコントロールに苦労したと森井はニュースサイト「Anime Recorder」とのインタビューの中で話している。本編が重苦しい内容であり、視聴者に先入観を持たせないようにする観点から、『 MyGO!!!!!メンバーの日常』ではキャラクター同士の関係性については表に出さないという方針が取られた。なお、森井自身はほかのバンドもMyGO!!!!!と同様に困難を乗り越えてきた過去があるため、重い内容の本編から日常アニメを作ることの難しさはあまり変わらないとしている。
物語を一から作ろうとすると、どうしても音楽の話ばかりになってしまうため、本編とは異なるキャラクターの一面を表現するには「女子高生らしさ」が重要であると森井は考えており、MyGO!!!!!のメンバーの中で最も普通の女子高生らしい愛音は彼にとって便利なキャラクターだった一方、時には彼女が登場しない話も作るよう言われたことがあったという。一方、立希は燈に対して好意的に接する様子がテレビシリーズよりも強調されているほか、事前資料にパンダグッズ収集家と記されていたことから発展して動物園のネタを入れたり、楽奈との相性の良さに着目して一緒に搭乗させたりと、様々な動かし方ができたと森井は話している。その楽奈は猫を思わせるような雰囲気があり、視聴者にもキャラクターを覚えてもらうため、猫っぽさをコミカルに表現する方針が取られた。また、森井は楽奈はコミカルな行動をとっても違和感がなく、新たな一面を見せるのは楽しかったと振り返っている。そよはテレビシリーズの前半と後半でキャラクター性が大幅に変わることから、本編が始まるまでは前半の優しい雰囲気をまとった人物として描かれた。
『MyGO!!!!!メンバーの日常』の1話当たりの再生時間は30秒という、テレビやYoutubeのミニアニメとしては短いことも特徴としている。これについて森井は需要に合わせた作品をめざしたと答えている。

## 反響
第7話で感情が爆発したそよが発した「なんで『春日影』やったの！？」というセリフは話題を呼び、公式がそのシーンを切り抜いた動画をアップロードしている。
また、森井は、テレビシリーズ放送開始後から『MyGO!!!!!メンバーの日常』に寄せられるコメントの傾向が変わり、ギスギスした結末を迎えた回の後に見に来る人が増えたと「Anime Recorder」とのインタビューの中で話しており、少しクスッと笑える映像を提供する役割を果たしていると気づいたのはうれしかったと話している。
とりわけ、楽奈がひたすら抹茶プリンと抹茶パフェをモグモグ食べる「楽奈のグルメ」という回は評判が良かったという。

### 評価
オリコンの遠藤政樹は、キラキラドキドキしていないことへの苦しみや、繊細な感受性を通じて鬱屈した青春を描いているという点から、バンドものやプロジェクトとしても異彩を放っていると述べ、メンバー間の衝突はこれまでのシリーズでも描かれていたが、バンドに対する考えや目標が共通していたこれまでに対し、本作は目標や本音がばらばらであり、現実世界のようなギスギスした関係性を主軸としていたことも新鮮だとしている。
遠藤はこのような作風の背景の一つとして、『古見さんは、コミュ症です。』や『ぼっち・ざ・ろっく!』など、コミュニケーションが苦手な者を主題とした作品が視聴者に受け入れられるようになったことも背景にあるのではないかと分析している。
また同じバンドものの『ぼっち・ざ・ろっく!』の場合はライブハウスを主軸にしているのに対し、本作はメンバー同士の不和にもスポットを当てている点から、方向性が異なるとしている。